# 3295 Murakami
A 3295 Murakami (ideiglenes jelöléssel 1950 DH) a Naprendszer kisbolygóövében található aszteroida. Karl Wilhelm Reinmuth fedezte fel 1950. február 17-én.